# Unterharzer Teich- und Grabensystem

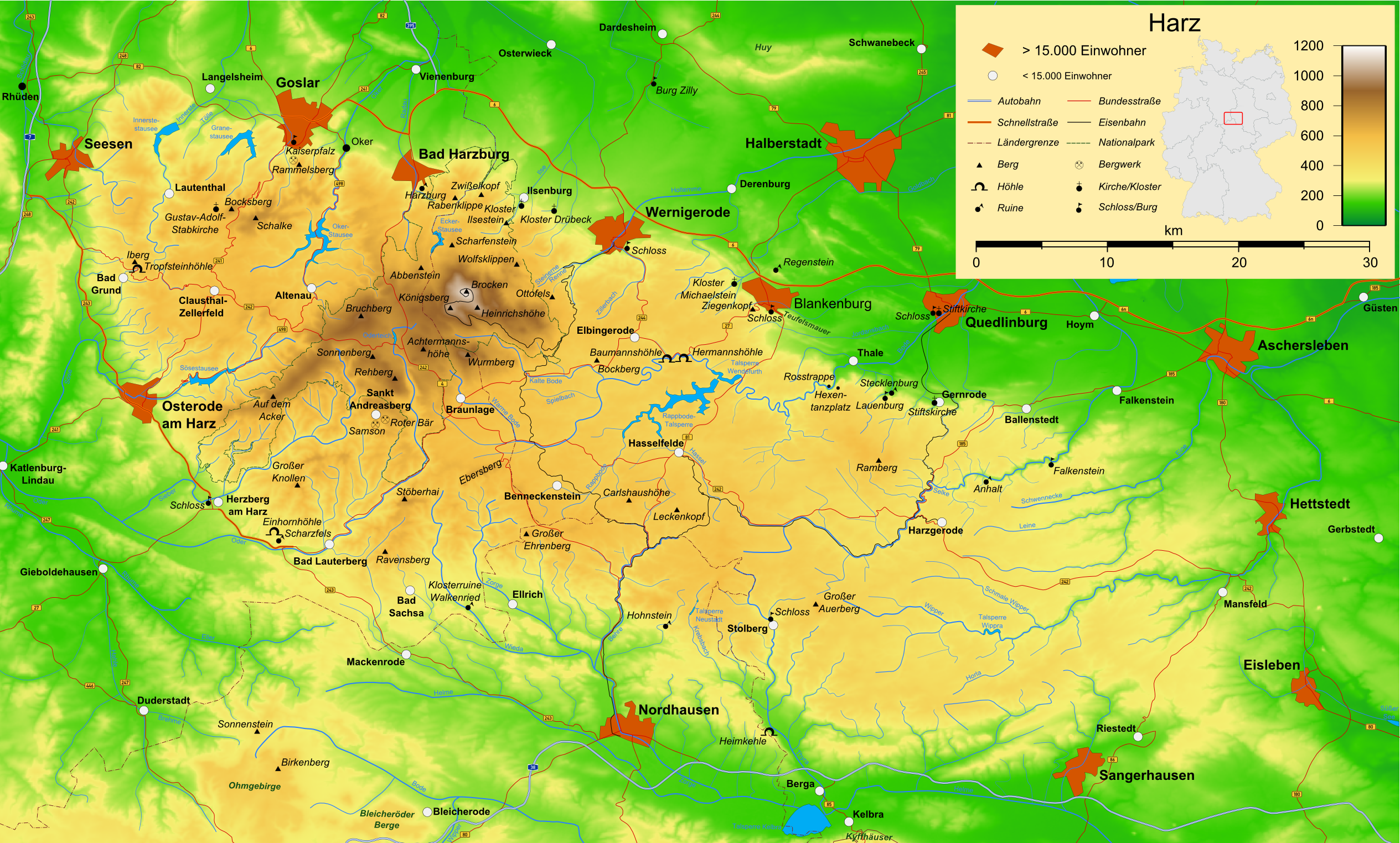
Topografie des Harzes. Die Trennlinie zwischen Ober- und Unterharz verläuft ungefähr entlang einer Linie von Ilsenburg nach Bad Lauterberg. Dabei ist der Unterharz der östlich gelegene, weniger hohe Gebirgsteil.

Im Unterharz (auf dem Gebiet der Landkreise Harz und Mansfeld-Südharz) finden sich viele Spuren der Wasserwirtschaft aus Zeiten des Bergbaus und Hüttenwesens. Neben wasserführenden Gräben und Teichen existieren auch längst aufgegebene Gräben und trockene Teiche: Das Unterharzer Teich- und Grabensystem. Dessen einzig historisch gewachsener und zusammengehöriger Teil, das Unterharzer Wasserregal, liegt dabei im mittleren Unterharz, fast vollständig auf dem Gebiet der heutigen Stadt Harzgerode. Der Artikel beschreibt im Wesentlichen diesen Teil des Unterharzer Teich- und Grabensystems.

## Umfang und Ausdehnung
Im mittleren Unterharz zwischen Neudorf, Silberhütte, Straßberg, Großem Auerberg und oberer Lude findet sich das einzig historisch gewachsene bergbauliche Wasserwirtschaftssystem des Unterharzes. Den geographisch-klimatischen Verhältnissen des Unterharzes (leeseitig) geschuldet, erreichte das Systeme nie die Größe vergleichbarer Systeme im Oberharz und Erzgebirge. Die angeschnittenen Flusseinzugsgebiete sind vorrangig die Quellgebiete und Oberläufe kleiner Gebirgsbäche. Teile der Anlagen können bis ins Jahr 1320 zurückdatiert werden. Für dieses System der Gräben, Röschen und Teiche hatte sich der Name Unterharzer Teich- und Grabensystem eingeprägt, was präziser als der ältere Name Straßberger Teich- und Grabensystem ist.
Im gesamten Unterharz gab es etwa 300 Teiche. Davon waren 36 größere Bergbauteiche, die eine Gesamtstaukapazität von 2,6 Mio. m³ hatten. Die Teiche im Einzugsgebiet des Silberhütter Kunstgrabens hatten dabei etwa 40 % der Staukapazität aller Unterharzer Teiche. Hier lagen 25 Teiche, der größte Teil davon ist bis heute bespannt. Sie dienen heute zum Teil als Trinkwasserreservoir.
Sämtliche Teile der bergbaulichen Wasserwirtschaft, egal in welchem Zustand, wurden 1991 als Flächendenkmal unter Schutz gestellt. Dabei wurde der bereits seit spätestens 1976 für das System des mittleren Unterharzes gebräuchliche Begriff Unterharzer Teich- und Grabensystem durch das Landesamt für Denkmalpflege und Archäologie Sachsen-Anhalt auf den gesamten anhaltischen Harz ausgeweitet. Einige Zeit später wurde für den historisch zusammengehörigen Teil im mittleren Unterharz der Begriff Unterharzer Wasserregal geprägt.

## Geschichte

### Vorgeschichte
Der Bergbau im Straßberger Revier bestand seit mindestens 1438, möglicherweise auch schon seit 1279. Die erste Schmelzhütte für Silber ist für die Zeit von 1511 bis 1566 nachgewiesen. Erste wasserwirtschaftliche Anlagen im Rödelbachtal sind aus dieser Zeit nachgewiesen. Bereits in der zweiten Hälfte des 16. Jahrhunderts waren die oberflächennahen Erzvorkommen ausgebeutet und der Bergbau kam weitgehend zum Erliegen. Im Dreißigjährigen Krieg wurde der Bergbau dann vollständig eingestellt.
Die Wasserwirtschaft des Straßberger Reviers war zu diesem Zeitpunkt noch auf dem Stand des Jahres 1610. Neben dem Rödelbachgraben existierte die Dorfrösche zwischen Rödelbachgraben und Flösse. Zudem bestanden zwei Teiche, der Gräfingründer Teich und der Untere Kiliansteich.

### 1693–1755

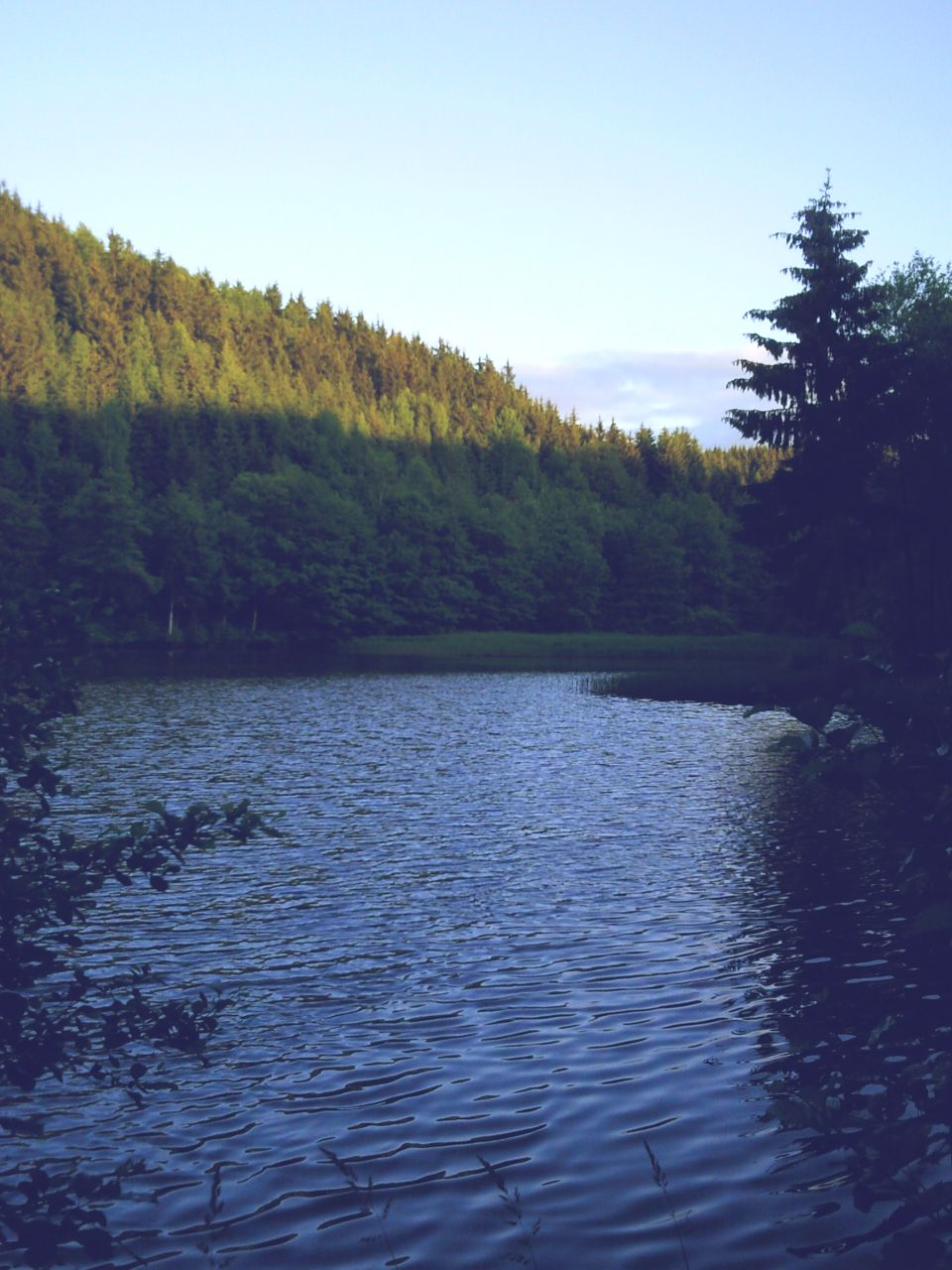
Der 1704 durch Berghauptmann von Utterodt erbaute Maliniusteich

Erst 1663 kam es zur Bildung neuer Gewerkschaften und der Mutung einiger Gruben. Bis wieder Silbererz ausgebaut wurde, vergingen weitere sieben Jahre.
1701 übernahm Georg Christoff von Utterodt, aus Ilmenau kommend, den Posten des Straßberger Berghauptmanns. Er vereinte alle Gruben zu einer „Großgewerkschaft“ mit 1024 Kuxen. Betrieben wurden nun unter der Leitung Utterodts die Hauptgruben Segen Gottes, Hilfe Gottes, Gott hilft gewiß, Vertrau auf Gott (später umbenannt in Grube Glasebach), auch die Nachbargänge sowie die Gruben von Hayn und Schwenda. Hinzu kamen Fahr-, Kunst- und Förderschächte. Utterodt ließ 1703–1704 den Schindelbrücher Kunstgraben vom Gräfingründer Teich zum Faulen Pfützenteich errichten. Bis 1707 kamen sechs Kunstteiche mit insgesamt ca. 380.000 m³ Stauraum  sowie zwei weitere Kunstgräben hinzu. Der Schindelbrücher Kunstgraben konnte nach Errichtung alle Straßberger Teiche mit Wasser versorgen und ist der älteste Kunstgraben des Unterharzer Teich- und Grabensystems. Zudem ließ er den Hüttenstollen vom Selketal aus vorantreiben, um die Grubenwässer der Gruben Getreuer Bergmann, Gott hilft gewiß, Glückauf und Zum Schwarzen Hirsch zu lösen. Das Straßberger Revier wurde unter Führung von Utterodts ab 1704 zum wichtigsten Grubenrevier des Harzes. Die ab 1707 auftretenden Finanzierungsprobleme der Gewerkschaft wurden 1708 auf dem Straßberger Gewerkentag unter Führung von Johann Jeremias Gründler (1681–1753) und Jakob Waitz gelöst. Gegen 1709 endete Utterodts Tätigkeit in Straßberg.
Christian Zacharias Koch übernahm 1712 den Posten des Bergwerksdirektors in Straßberg. Dort führte er das Werk von Georg Christoff von Utterodt fort und entwickelte Bergbau und Wasserwirtschaft im Stil des Oberharzer Bergbaus weiter. Unter seiner Leitung entstanden u. a. die beiden größten Teiche des Unterharzes mit zusammen etwa 800.000 m³ Stauvolumen: Glasebacher Teich (1716) und Frankenteich (1724). Er ließ den Schindelbrücher Kunstgraben in das Einzugsgebiet der Flüsse Lude und Thyra verlängern. Auf Grund des Widerstandes der Stolberger Bürger wurde zunächst auch ohne gräfliche Genehmigung gebaut und von 1726 bis 1736 bis auf die Ludenrösche (Verbindungsstück zum Schindelbrücher Kunstgraben) fertiggestellt. Die Rösche konnte erst 1745 aufgefahren werden und somit das Unterharzer Teich- und Grabensystem vollendet werden. Seine Arbeit beendete er im Jahr 1755, womit auch die bedeutendste Betriebsphase des Straßberger Silbererzbergbaus endete.

### 1756–1910
Der Siebenjährige Krieg, folgende personelle und finanzielle Probleme und die Betrügereien des Bergrats von Gärtner (1769 bis 1781 in Straßberg wirkend) führten zum Niedergang des Straßberger Bergbaus. Damit einher ging die Verlängerung des Kochs-Grabens in das Gebiet von Neudorf, um die dortigen Bergwerke mit Aufschlagwasser zu versorgen. Der Bergbau endete 1903. Das Grabenstück nach Neudorf wurde stillgelegt und dafür ein neues Teilstück in den Teufelsgrund gebaut, der Siebengründer Graben.

### 1911–1939
Der vom Teufelsteich ausgehende Aufschlaggraben wurde noch bis 1939 für die Stromerzeugung in Silberhütte verwendet. Dann war nach mehr als 300 Jahren das Ende des Unterharzer Teich- und Grabensystems besiegelt.

### Heutiger Zustand
Das Unterharzer Teich- und Grabensystem wurde 1991 als Flächendenkmal unter Schutz gestellt.
Gleichzeitig wurden durch behördliche Ignoranz und die rigoros vorgehende, in Sachsen-Anhalt privatisierte, Forstwirtschaft wesentliche Teilbereiche zerstört. Wanderungen sind dadurch selbst entlang der Hauptgräben schwierig, die meisten Teiche verfallen langsam.
Gemäß sachsen-anhaltischem Wassergesetz gelten alle Stauanlagen mit mehr als 100.000 m³ Stauraum und mehr als 5 Meter hohen Absperrbauwerken als Talsperre und sind in besonderem Maße behördlich (durch den Talsperrenbetrieb Sachsen-Anhalt) zu überwachen. Darunter fallen auch sieben der noch bespannten Teiche, die teilweise saniert wurden und in entsprechend gutem Zustand sind. Sie dienen teilweise der Trinkwasserversorgung. Der Talsperrenbetrieb Sachsen-Anhalt verwaltet nach eigener Aussage „mit großem Nachdruck und hohem Engagement diese eindrucksvollen Denkmäler der Wasserbaukunst, die ein beredetes Zeugnis des Einfallsreichtums und Könnens der früheren Wasserbauer im Unterharz sind.“
Einige Teiche und Gräben sind entlang der Bergbaulehrpfade ausgeschildert, vorrangig durch Bergbautannen.

## Teiche
Im Wesentlichen befinden sich die insgesamt 24 Stauteiche in den Bergbaurevieren von Straßberg, Silberhütte und Neudorf.